# Lonchaea pilifrons
Lonchaea pilifrons är en tvåvingeart som beskrevs av Willi Hennig 1948. Lonchaea pilifrons ingår i släktet Lonchaea och familjen stjärtflugor. Inga underarter finns listade i Catalogue of Life.